# Vasile Iorga
Vasile Iorga, född den 19 februari 1945 i Măraşu, Rumänien, död i april 2003, var en rumänsk brottare som tog OS-brons i mellanviktsbrottning i fristilsklassen 1972 i München.